# ماجد عسیری
ماجد عسیری (انگلیسی: Majed Assiri؛ زادهٔ ۲۷ آوریل ۱۹۹۱) یک ورزشکار اهل عربستان سعودی است.
از باشگاه‌هایی که در آن بازی کرده‌است می‌توان به باشگاه فوتبال الرائد عربستان سعودی، باشگاه فوتبال الاهلی عربستان سعودی، و باشگاه فوتبال القادسیه عربستان سعودی اشاره کرد.